# 메트로노미
메트로노미(Metronomy)는 1999년 영국 조셉 마운트에 의해 결성된 전자음악그룹이다. 현 구성원은 조셉 마운트(작곡, 보컬, 키보드, 기타), 오스카 캐쉬(색소폰, 코러스, 기타, 키보드), 안나 프리올(드럼, 보컬), 올럭뱅가 아델레칸(베이스, 보컬)로 이루어져있다.
메트로노미의 음악은 대부분 기악을 기반으로 한 전자음악이었지만 Night Out 출시를 시작으로 보컬이 주로 된 일렉트로팝음악이 되었다. 마운트는 Metronomy의 이름으로 리믹스 앨범을 내기도 했고, 고릴라즈, 세바스찬 텔리어, 루츠 마뉴비, 프란츠 퍼디난드, 클랙슨스, 골드프랩, 더 영 나이브즈, 제로 7, 레이디트론, 케이트 내쉬, 레이디 가가, 뤼케 리 등의 노래들을 포함한다.
메트로노미는 4개의 앨범을 발매했다. Pip Paine (Pay The £5000 You Owe), Nights Out, The English Riviera 그리고 네번째 스튜디오 앨범인 Love Letters은 2014년 3월 10일에 발매되었다.

## 라이브 공연
메트로노미는 콜드플레이, 블록 파티, CSS, 클랙슨스, 케이트 내쉬, 저스티스같은 그룹들을 보조하며 영국과 유럽 전역 투어를 했었다. 2008년 처음으로 첫 단독 투어를 돌았다. 2007년 미국과 캐나다 SXSW에서 공연하기도 했다.
오스카 캐쉬(키보드, 멜로디카, 색소폰)와 가브리엘 스태빙(키보드, 베이스 기타)로 구성되었던 2009년 4월까지, 조셉 마운트는 키보드, 보컬, 키보드를 맡았다. 스태빙이 메트로노미를 나가게 된 2009년부터 메트로노미는 메트로노미 2.0으로 알려진 구성으로 바뀌었고 스테빙이 이를 높이 샀다고 한다.
메트로노미에 전 라이트스피드 챔피언 드러머인 안나 프리올과 베이시스트 뱅가 아델레칸이 합류한다.
메트로노미의 라이브 셋리스트는 댄서블한 구성과 라이트 쇼를 포함한다. 주목할만한 점으로는 누르는 방식의 조명을 가슴에 달았던 방식이다. 이에 대해 마운트는 : "우리는 브릭튼에서 첫 공연을 했는데, 그 공연이 있기 며칠 전 나는 그 조명들을 1파운드 가게에서 발견했다. 그리곤 '우리'가 저걸 우리 티셔츠에 달고 음향과 싱크가 맞는 조명 쇼를 해야겠다!고 생각했다. 나는 어떤 사람들은 이걸 싫어하는 것을 알고 있지만 그와 똑같이, 어떤 사람들은 이걸 매우 즐기고 있고 이것은 순전히 재미를 위한 것이다.
메트로노미는 시드니에서 열린 필드 데이 음악 페스티벌, 오스트레일리아의 2012년 뉴 이어스 데이, 그리고 2012년 1월 투 도어 시네마 클럽, 트라이브스, 아젤리아 뱅크와 함께 한 영국 NME 어워즈 투어에서 공연했다. 2014년 3월 바르셀로나에서 열린 프리마베라 사운드 페스티벌에도 참가했다.